# Moritani Nanjinshi
Moritani Nanjinshi (japanisch 森谷 南人子, eigentlicher Vorname Rikio (利喜雄); geb. 14. Juli 1889 in Ōimura (大井村) (Präfektur Okayama); gest. 11. März 1981) war ein japanischer Maler der Nihonga-Richtung während der Taishō- und der Shōwa-Zeit.

## Leben und Werk
Moritani wurde als vierter Sohn einer Kaufmannsfamilie geboren. Als er fünf Jahre alt war, zog die Familie aus geschäftlichen Gründen nach Kōbe. Dort lernte er auf der Schule Murakami Kagaku kennen, der in einer Klasse über ihn war, und beschloss, auch Maler zu werden. 1909 machte Moritani in Kyōto seinen Abschluss in der Abteilung für Malerei der städtischen Schule für Kunst und Kunstgewerbe (京都市立美術工芸学校, Kyōto shiritsu bijutsu kōgei gakkō) und studierte weiter an der städtischen Kunsthochschule (京都市立絵画専門学校, Kyōto shiritsu kaiga semmon gakkō), an der er 1913 sein Diplom erwarb. Mit seinen Freunden Kawai Unosuke (河合卯之助), Nonagase Banka und anderen gründete er die Gruppen-Zeitschriften Mokujō (黙鐘) und Kōbō/Kōmō (光芒), stellte auch Holzschnitte her.
Sein auf der 1. Ausstellung der Vereinigung „Kokugasōsaku kyōkai“ (国画創作協会) eingereichtes Bild „快晴“ (Kaisei, Schönes Wetter) wurde abgelehnt, auch das auf der 2. Ausstellung „朝“ (Asa, Morgen). Auf der 4. Ausstellung wurde dann aber sein Bild „秋の日“ (Aki no hi, Herbsttag/Herbstsonne) angenommen, wie auch das Bild „冬の里“ (Fuyu no sato, Dorf im Winter) auf der 5. Ausstellung. Damit wurde er als Mitglied in die Vereinigung aufgenommen. Auf der 6. Ausstellung zeigte er „夏の海辺“ (Natsu no umibe), „秋郊“ (Shūkō, Herbstliche Vorstadt) und „海近き村“ (Umijikaki mura, Dorf am Meer), auf der 7. „田園夏日“ (Den’en kajitsu, Sommertag auf dem Land), „海辺 (曇)“ (Umibe (Kumori), Am Meer (Bewölkt)). Nachdem sich die Kokugasōsaku kyōkai 1928 aufgelöst hatte, gründete Moritani mit Freunden zusammen die 新樹社 (Shin jusha). die sich aber schon im folgenden Jahr auflöste. Ab 1930 stellte er auf der staatlichen Teiten und Shinbunten aus.
Nach dem Pazifikkrieg stellte Moritani kaum noch auf allgemeinen Ausstellungen aus und beschränkte sich darauf, seine Bilder am Wohnsitz Onomichi zu zeigen. Sein Werk umfasst fast ausschließlich Landschafts- und Meeresbilder seiner Umgebung. Dabei entfernte er sich vom Stil der Ölmalerei und malte zum Schluss poetische Bilder in der Art der Nanga. – Moritani war 1931 auf der Ausstellung japanische Malerei in Berlin mit dem Bild „Winteranfang (Landschaft bei Onomichi)“ vertreten.